# Liptál
Liptál település Csehországban, Vsetíni járásban. Liptál Hošťálková, Všemina, Lhota u Vsetína, Jasenná, Trnava, Ratiboř és Seninka településekkel határos. Lakosainak száma 1552 fő (2024. január 1.).

## Népesség
A település lakosságának változását az alábbi diagram mutatja:
| Lakosok száma | 1548 | 1678 | 1718 | 1445 | 1429 | 1409 | 1493 | 1505 | 1512 | 1552 |
|               | 1869 | 1890 | 1921 | 1950 | 1980 | 2001 | 2017 | 2019 | 2022 | 2024 |